# Baldaquin
Cet article concerne l'élément d'architecture. Pour l'élément de mobilier, voir lit à baldaquin.

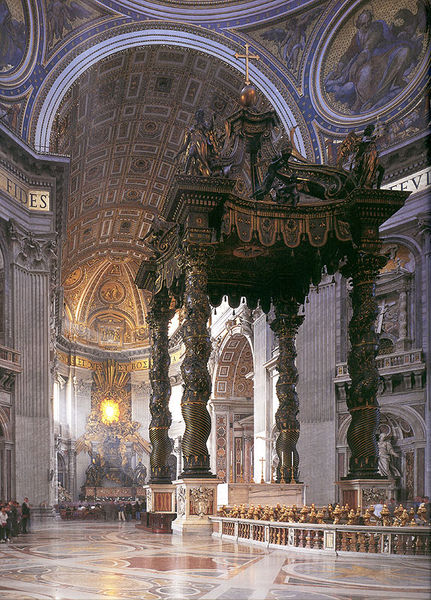
Baldaquin sur le maitre-autel dans la basilique Saint-Pierre de Rome.

Le baldaquin a d'abord désigné la soie de Bagdad (Baldac ou Baudac au Moyen Âge).
Puis il a désigné une tenture de lit ou la structure permettant d'accrocher cette tenture (lit à baldaquin).
Par extension, il désigne aussi dans l'architecture religieuse un dais posé sur des colonnes et coiffant un autel remplaçant le ciborium préalable des édifices paléochrétiens. Il désigne enfin toute forme de dais qui couronne un trône, une baignoire, une niche, un lit, etc.

## Galerie

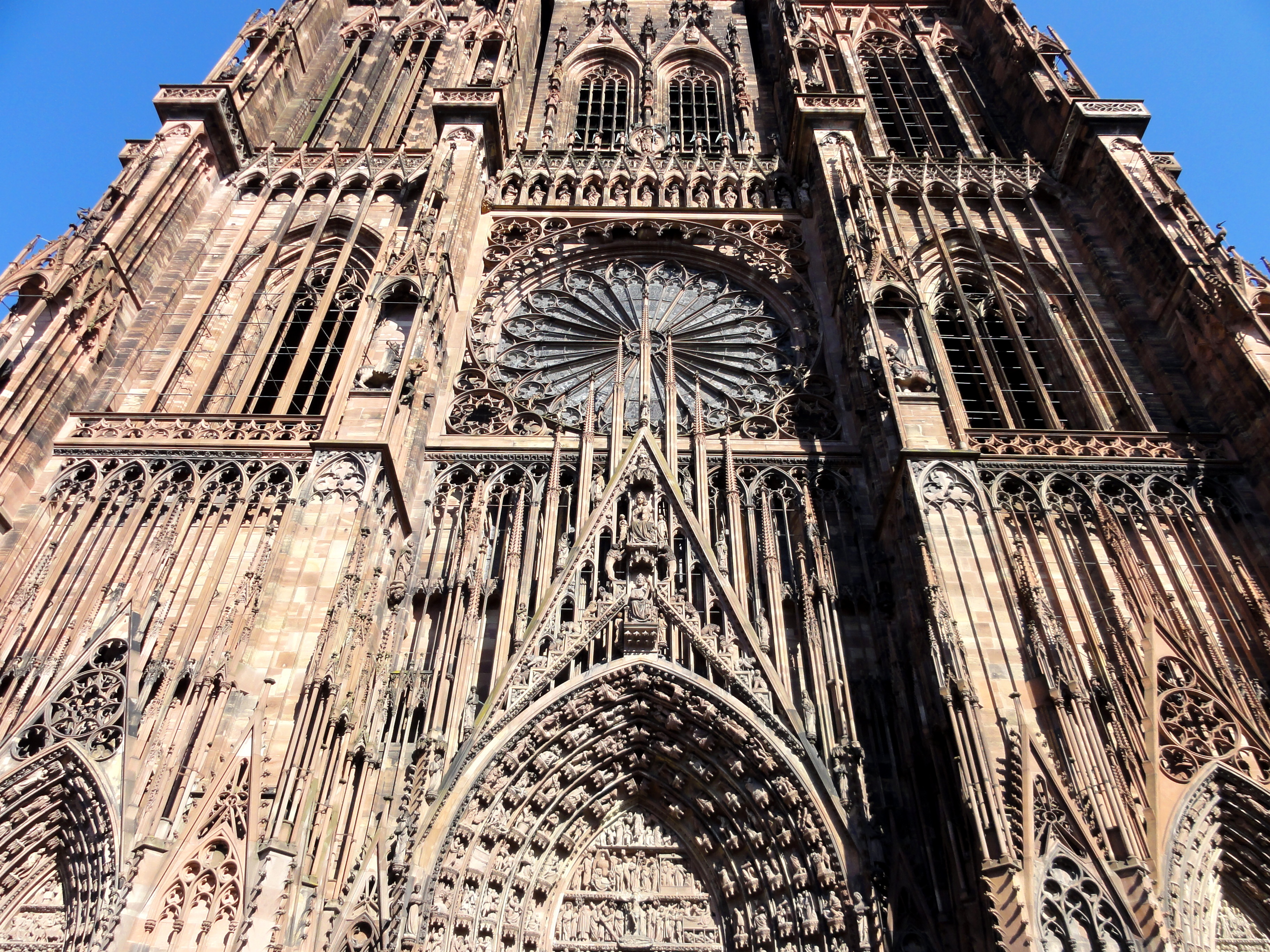
Sur les contreforts, les statues sont placées dans des niches à baldaquin dont les dais élancés sont couronnés d'un oiseau (cigogne ou grue) ou de pinacles, cathédrale Notre-Dame de Strasbourg.
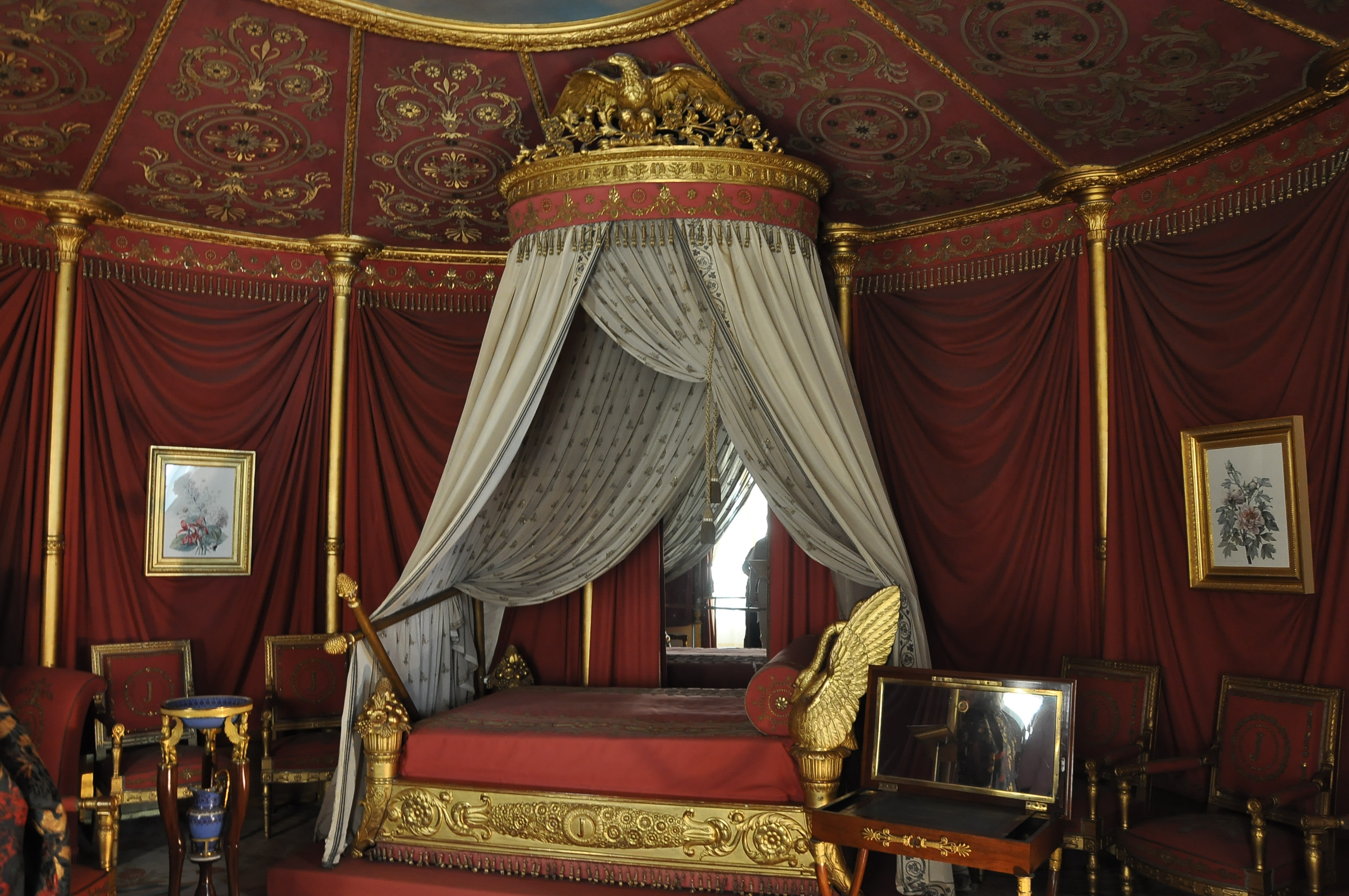
Lit à baldaquin de style Napoléon couronné d'une aigle impériale, appartement de Joséphine, château de Malmaison.
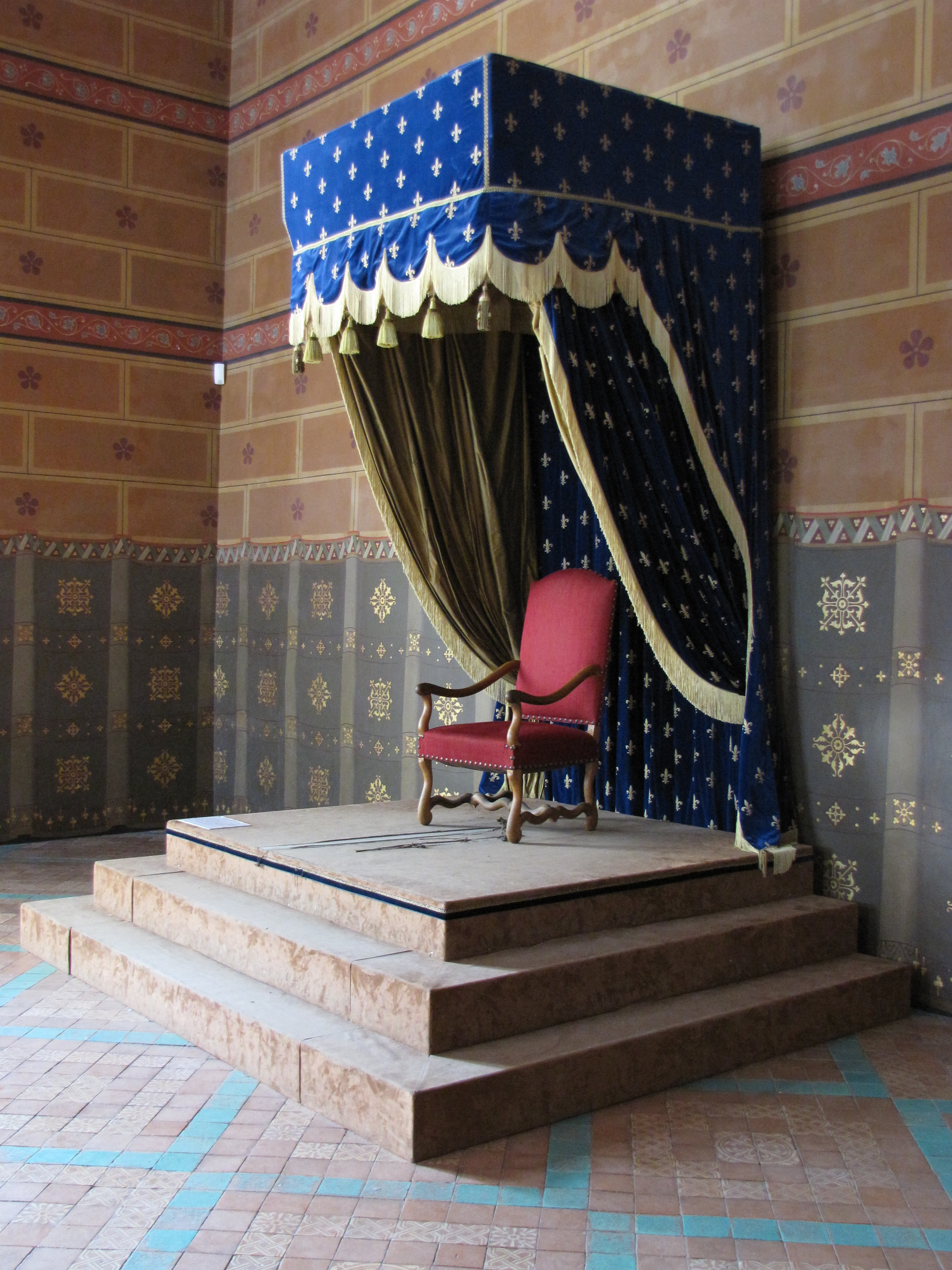
Baldaquin avec des fleurs de lys dans la salle des États du château de Blois.

## Dans la littérature
- « Mon côté ankylosé, cherchant à deviner son orientation, s'imaginait, par exemple, allongé face au mur dans un grand lit à baldaquin »[2].